# Сапило Віталій Романович
Віталій Романович Сапило (3 вересня 2000, село Сокільники, Львівський район, Львівська область — 25 лютого 2022, поблизу села Термахівка, Вишгородський район, Київська область) — український футболіст, військовослужбовець, лейтенант Збройних сил України, командир танкового взводу 14 ОМБр, учасник російсько-української війни. Герой України (2022).

## Життєпис
Народився 3 вересня 2000 року у селі Сокільники, Пустомитівського району (нині Львівського району), Львівської області.
У 2006—2017 роках навчався у львівській середній загальноосвітній школі № 48, а також у Львівській спеціалізованій дитячо-юнацькій школі олімпійського резерву № 4. Був ключовим гравцем (захисником) дитячої команди ФК «Карпати» (тренер О. Савченко). Юнака запрошували в донецький «Шахтар». Однак невдовзі відмовився від кар'єри у професійному футболі через травму спини.
2017 року вступив до Національної академії сухопутних військ імені гетьмана Петра Сагайдачного у Львові, навчався на факультеті бойового застосування військ. Закінчив навчання у червні 2021 року. По закінченню вишу тримав призначення на посаду командира танкового взводу 14-ї окремої механізованої бригади імені князя Романа Великого Оперативного командування «Захід» Сухопутних військ Збройних сил України (військова частина А1008 (польова пошта В0259), місто Володимир-Волинський (з 2021 року — місто Володимир, Волинської області).
З 24 лютого 2022 року, після широкомасштабного вторгнення Росії в Україну, брав участь у боях з російськими окупантами. Учасник боїв за місто Київ.
25 лютого 2022 року екіпаж танка під командуванням лейтенанта Віталія Сапила вступив у бій з переважаючими силами ворога у районі села Термахівка Вишгородського району Київської області. Під час бою, який тривав більше двох годин, танкісти знешкодили до трьох десятків одиниць техніки противника. Для підтримки наступаючих сил ворог задіяв штурмову авіацію. У його танк прицільно влучила ракета російського штурмовика Су-25. У результаті авіаційного удару командир танка лейтенант Віталій Сапило та механік-водій солдат Олександр Лук'янович загинули.
Похований 28 лютого 2022 року на цвинтарі села Сокільниках, Львівського району, Львівської області.
Залишилися батьки, молодший брат і бабуся з дідусем. 28 червня 2023 року в День Конституції України, президент України Володимир Зеленський передав орден «Золота Зірка» членам родини загиблого Героя України.

## Нагороди
- Указом Президента України № 94/2022 від 2 березня 2022 рокуза особисту мужність і героїзм, виявлені у захисті державного суверенітету та територіальної цілісності України, вірність військовій присязі лейтенанту Сапилу Віталію Романовичу посмертно присвоєно звання Герой України з удостоєнням ордена «Золота Зірка» (посмертно)[7].

## Вшанування пам'яті
18 серпня 2022 року, на честь Віталія Сапила перейменована вулиця Корякська у Львові.